# Natunaornis gigoura
Natunaornis gigoura — викопний вид нелітаючих птахів родини голубових.

## Етимологія
Родова назва пов'язана з міфологічними віруваннями місцевих жителів. Видова назва відображає великий розмір цього викопного виду і його пропоновану спорідненість з родом Goura.

## Поширення
Останки цього виду були виявлені в жовтні 1998 року на Віті Леву, найбільшому острові Республіки Фіджі

## Морфологія
Був нелітаючим птахом, трохи меншим, ніж дронт.